# Smederevský sandžak
Smederevský sandžak (turecky Semendire Sancağı, Liva-i Semendire), kolokviálně též Bělehradský pašalík (turecky Belgrad Paşalığı) byl územně správní celek osmanské říše rozkládající se na jih od Dunaje a Sávy až po území na pravém břehu západní Moravy. V jeho čele stál sandžak-beg, případně bělehradský muháfiz (purkrabí).
Mezi lety 1459 a 1541 byl sadžak součástí Rumélijského ejáletu (znovu 1716–1717 a 1739–1817/1830), poté Dunajského ejáletu (1541–1686) a Temešvárského ejáletu (1686–1688 a 1690–1716).

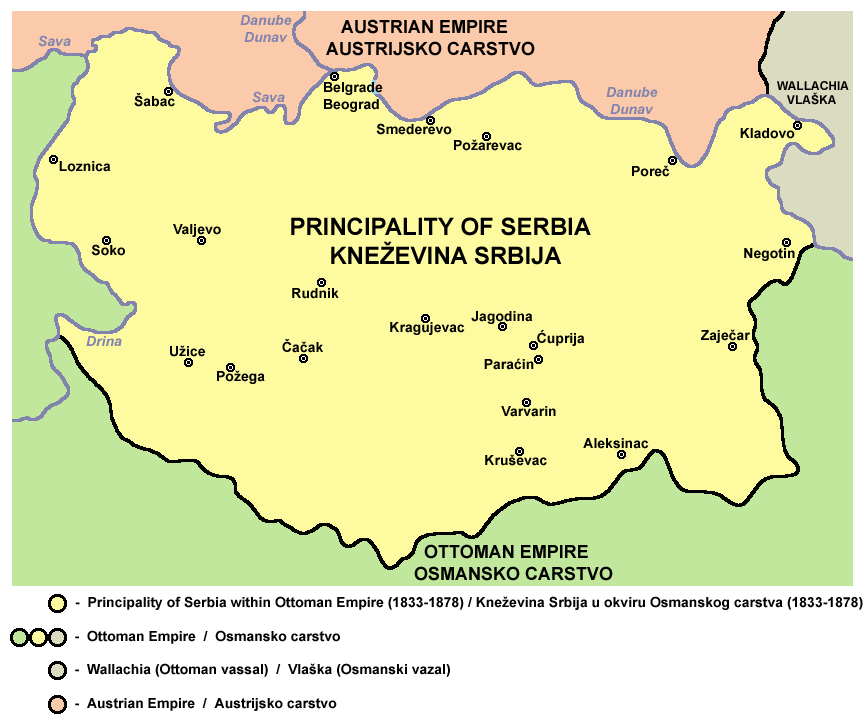
Srbské knížectví roku 1833

V období po Velké turecké válce se hranice sandžaku nekryly s pašalíkem (což je synonymum pro ejálet), neboť součástí Bělehradského pašalíku byl nejen Smederevský sandžak, ale i zbytek někdejšího Sremského sandžaku. V čele této provizorní správní jednotky stál bělehradský muháfiz (purkrabí), a nikoli sandžak-beg. Mezi lety 1718 a 1739 pašalík měli v držení Habsburkové, kteří zde vytvořili vazalské království. Roku 1739 pak došlo k obnovení Smederevského sandžaku, který zůstal součástí osmanské říše do roku 1878, kdy došlo k mezinárodnímu uznání nezávislosti Srbského knížectví (autonomní od 1830).
Sandžak byl obydlen převážně slovanským obyvatelstvem pravoslavné víry. Z něho se v 19. století konstituoval moderní srbský národ. Vedle Srbů v provincii žili Cincaři (Arumuni), Arméni, Romové, Židé a slovanští muslimové.

## Sandžak-begové
- 0000–1463 Mehmed-beg Minetović
- 1463–???? Ali-beg Mihajlović (Mihaloğlu Ali Bey/Mihaloğlu Gazı Alauddin Ali Bey)
- 1474–1475 Gazi Bali-beg Smederevski
- 0000–0000
- 1513–1515 Kučuk Bali-beg Jahjapašić (Yahyapaşazade Malkoçoğlu Bali Bey)
- 0000–0000
- 1521–1523 Kučuk Bali-beg Jahjapašić (Yahyapaşazade Malkoçoğlu Bali Bey)
- 1523–1524 Ferhad-paša Dalmatinac (popraven 1524)
- 1524–1527 Kučuk Bali-beg Jahjapašić (Yahyapaşazade Malkoçoğlu Bali Bey)
- 1527–1534 Gazi Mehmed-beg Jahjapašić, Bali-begův bratr
- 1534–1536
- 1536–1540 Gazi Mehmed-beg Jahjapašić
- 1540–1540
- 1540–1540 Gazi Mehmed-beg Jahjapašić
- 0000–0000
- 1543–1543 Ahmed-beg Jahjapašić
- 0000–1550 Gazi Turali-beg
- 0000–0000
- 1557–1568 Bajram-beg
- 0000–0000 Abdurrahman Abdi-paša Arnaut (Arnavut Abdurrahman Abdi Paşa, ?–1686)
- 0000–0000 Hasan-paša Haznadar
- 1698–1700 Ali-paša Moralija (Moralı Ali Paşa), bělehradský muháfiz (zabit 1700)
- 1700–17?? Hasan-paša Juruk (Yörük Hasan Paşa)
- 17??–17?? Ali-paša Karajilanoglu (Karayılanoğlu Ali Paşa), bělehradský muháfiz
- 1717–1717 Halil-paša Ćose (Hacı Halil Paşa), bělehradský muháfiz
- 0000–0000
- 1793–1801 Hadži Mustafa-paša (Hacı Mustafa Şinikoğlu Paşa)
- 1804–1804 Bekir-paša (Bekir Paşa)
- 1813–1815 Sulejman-paša Skopljak (Süleyman Paşa)
- 1815–1817 Marašli Ali-paša (Maraşlı Ali Paşa)
- 0000–0000
- 18??–1826 Abdurrahim-paša (Abdürrâhîm Paşa)
- 0000–1833 Husein-paša
- 1833–1835 Vedžihi Mehmed-paša (Mehmed Vecîhî Paşa, 1797–1867)
- 0000–0000
- 1847–1850 Hasan-paša Češmeli
- 0000–0000
- 0000–1867 Ali Riza-paša (Ali Rıza Paşa)